# Keith Scott
Keith Scott est un personnage fictif de la série télévisée Les Frères Scott, interprété par Craig Sheffer.
Keith Scott est le fiancé de Karen Roe la mère de Lucas Scott. Il meurt tragiquement lorsque son frère Dan Scott le tue lorsqu'un élève rentre armé d'un pistolet dans le lycée.

## Histoire du personnage
Keith Alan Scott est né le 26 juillet 1965 à Tree Hill, en Caroline du Nord, et décédé le 23 janvier 2006, abattu par son propre frère pendant la fusillade du lycée. Il était l'amour de la vie de Karen ainsi que l'oncle de Lucas dont il était la figure paternelle.
Keith Scott est le frère ainé et ennemi juré de Dan Scott. Il a aidé Karen à élever seule Lucas, le fils de Dan. Il a donc toujours été considéré comme un père par Lucas, qui ne connaît que très peu son vrai père. Il est également l'oncle de Nathan. Keith, est également le père de Lily Roe Scott.

## Saison 1
Keith est très proche de Karen puisqu'il l'a aidée à élever son fils, Lucas. Il est amoureux d'elle depuis toujours mais ne le lui a jamais avoué. Durant la saison 1, il conseille à Karen d'accepter un stage en Italie, et promet de prendre soin de Lucas pendant son absence. Elle accepte et part donc pour la première fois loin de son fils.
Le jour de son retour, Keith est stressé car il a décidé de lui avouer son amour. Il boit un peu et a un accident de voiture en allant la chercher à l'aéroport. Lucas est gravement blessé dans l'accident et Karen lui en voudra beaucoup. Il décide alors de vendre son garage à Dan, afin de payer les frais d'hospitalisation de Lucas.
Il demande ensuite Karen en mariage, mais celle-ci refuse. Blessé par ce refus, il a une aventure avec Deb et fuit ensuite Tree Hill avec Lucas.

## Saison 2
Lucas et Keith vivent ensemble hors de Tree Hill lorsqu'ils apprennent que Dan a eu une crise cardiaque. Ils hésitent longuement mais se décident finalement à rentrer. Il s'occupe alors des affaires de Dan pendant que celui-ci est en convalescence.
Karen souhaite redevenir amie avec lui mais il refuse, car il ne peut être juste son ami. Keith commence alors à fréquenter une autre femme, Julia, dont il tombe vite amoureux et qu'il demande en mariage. Lucas découvre alors que Julia a été payée par Dan pour séduire Keith et le quitter quand ce dernier serait amoureux. Dan souhaite ainsi se venger du mal que Keith lui a fait en couchant avec Deb. Lucas décide alors d'aller vivre avec Dan, afin de le surveiller. Mais Julia est réellement tombée amoureuse de Keith et demande donc à Dan de les laisser tranquilles. Le jour du mariage, Julia est découverte par certains des invités et quitte donc l'église avant la cérémonie. Keith découvre la vérité et quitte alors Tree Hill, en ne laissant à Karen qu'un message : "Merci".

## Saison 3
Keith décide finalement de revenir à Tree Hill après une longue absence. Karen et lui se retrouvent enfin et finissent par s'avouer leurs sentiments respectifs. Karen le demande alors en mariage et il accepte. Keith demande également à Karen et Lucas leurs permission d'adopter officiellement ce dernier. Lucas accepte.
Lors de la prise d'otages du lycée par Jimmy Edwards, Keith décide d'entrer dans le lycée afin de parler au garçon et de le raisonner. Celui-ci se suicide malgré tout devant ses yeux. Dan arrive alors dans le couloir, prend l'arme de Jimmy et tue Keith, convaincu que c'est lui qui a tenté de le tuer en brûlant la concession. Dan accuse ensuite Jimmy du meurtre de Keith.

## Saison 4
Keith est présent dans cette saison dans les rêves et hallucinations de Dan. Il est là pour faire culpabiliser Dan de son geste et pour lui rappeler ses mauvaises actions. 
Nathan le voit aussi dans l'eau lorsqu'il cherche à sauver Cooper et Rachel.
Lucas le voit en rêve pendant qu'il est dans le coma. Keith lui montre alors ce qui se serait passé s'il n'était pas allé sauver Peyton de la fusillade.
Karen le voit également quand elle est dans le coma. Il la rassure et la convainc de se réveiller afin d'élever leur fille. Le 12 juin 2006, Karen donne naissance à leur fille, Lily Roe Scott.

## Saison 9
Keith est de retour dans cette dernière saison en tant qu'un fantôme. Il est présent lors de la mort de Dan, pour accorder son pardon à ce dernier.